# USS Enterprise (CVN-65)
USS Enterprise (CVN-65), trước đây từng mang ký hiệu CVA(N)-65, là một tàu sân bay của Hải quân Hoa Kỳ hiện đã xuất biên chế. Nó là chiếc tàu sân bay đầu tiên chạy bằng năng lượng hạt nhân, và là chiếc tàu chiến thứ tám của Hải quân Hoa Kỳ được đặt cái tên này. Giống như con tàu tiền nhiệm huyền thoại tiền nhiệm thời Thế Chiến II, nó mang biệt danh "Big E". Với chiều dài 1.123 foot (342 m), nó là chiếc tàu hải quân dài nhất từng được đóng; và với trọng lượng choán nước 93,284 tấn Anh (94,781 t), nó là chiếc tàu sân bay nặng thứ 12, sau mười tàu sân bay lớp Nimitz và chiếc USS Gerald R. Ford (CVN-78). Enterprise có một thủy thủ đoàn khoảng 4.600 người.
Là chiếc duy nhất trong lớp tàu sân bay cùng tên, vào lúc ngừng hoạt động, Enterprise là con tàu cũ thứ ba còn trong biên chế, chỉ sau chiếc tàu frigate chạy buồm USS Constitution và USS Pueblo. Nó được cho ngừng hoạt động vào ngày 1 tháng 12, 2012, và chính thức xuất biên chế vào ngày 3 tháng 2, 2017, sau hơn 55 năm phục vụ. Tên nó được cho rút khỏi danh sách Đăng bạ Hải quân cùng ngày hôm đó.
Cái tên USS Enterprise hiện đã được dành để đặt cho một tàu sân bay lớp Gerald R. Ford trong tương lai đang được đóng, chiếc USS Enterprise (CVN-80).

## Thiết kế

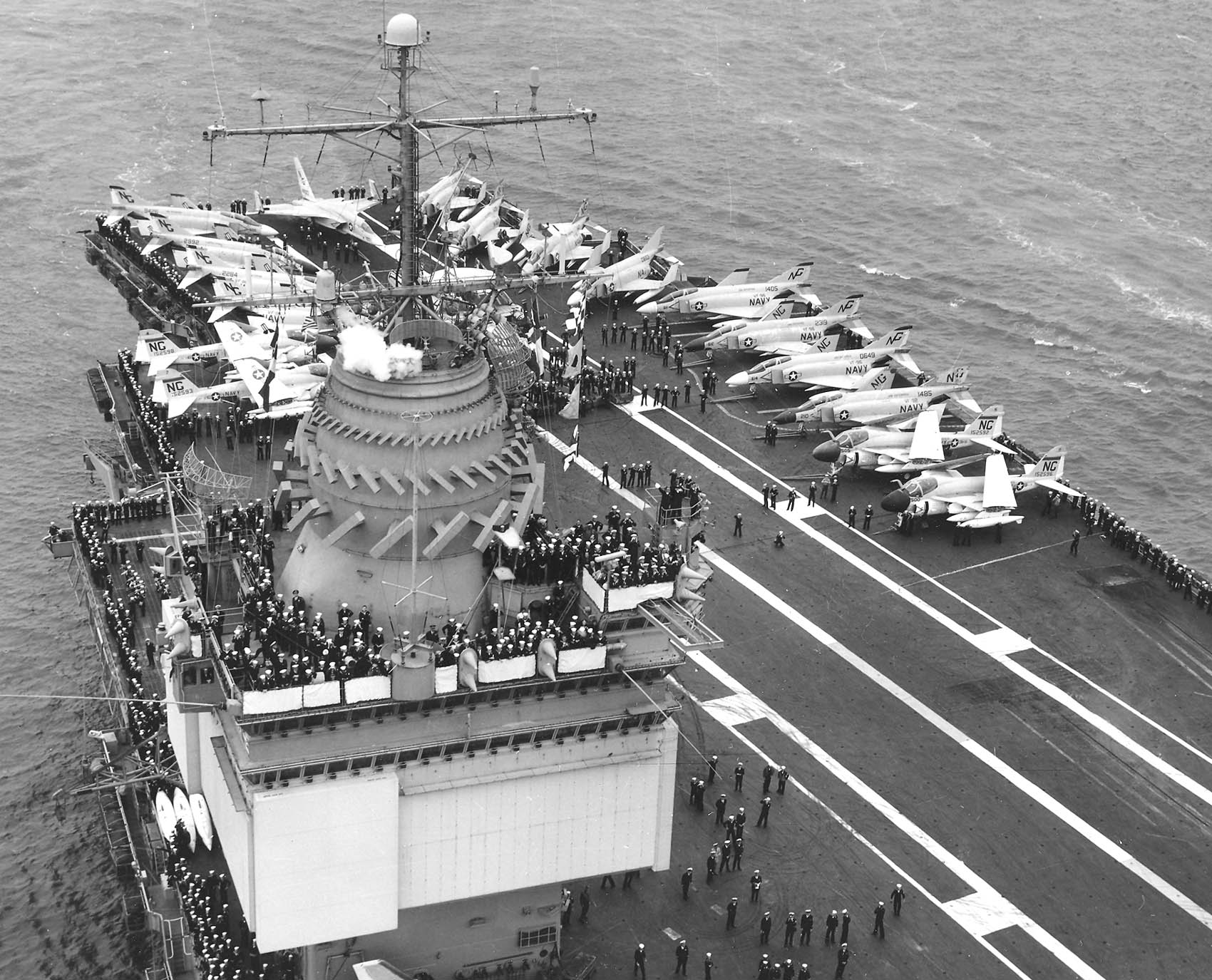
Enterprise vào năm 1967, cho thấy dàn ăn-ten SCANFAR của con tàu

Enterprise dự định là chiếc đầu tiên của một lớp sáu tàu sân bay chạy năng lượng hạt nhân đầu tiên, nhưng việc bị đội giá quá mức chi phí chế tạo khiến cho việc đóng những chiếc còn lại bị hủy bỏ. Do chi phí chế tạo quá cao, Enterprise được hạ thủy và đưa vào hoạt động mà không có các dàn phóng tên lửa RIM-2 Terrier phòng không theo như kế hoạch. Chúng không bao giờ được trang bị, và hệ thống phòng thủ của con tàu chỉ bao gồm ba dàn phóng tên lửa phòng thủ điểm RIM-7 Sea Sparrow, có tầm bắn ngắn hơn. Những nâng cấp sau đó đã bổ sung thêm hai dàn phóng Sea Sparrow và ba hệ thống phòng thủ tầm cực gần Phalanx CIWS Mk 15. Sau này một bệ CIWS được tháo dỡ và bổ sung hai dàn phóng RIM-116 Rolling Airframe Missile, mỗi dàn có 21 ống phóng.
Enterprise là tàu sân bay duy nhất được trang bị nhiều hơn hai lò phản ứng hạt nhân,  khi có đến tám lò phản ứng A2W đặt tại tám vị trí của các nồi hơi nước truyền thống trong thiết kế ban đầu. Nó cũng là tàu sân bay duy nhất có đến bốn bánh lái, nhiều hơn hai chiếc so với những tàu sân bay thông thường, và có một lườn tàu tương tự như của một tàu tuần dương.
Enterprise cũng có một hệ thống radar mảng pha dưới tên gọi SCANFAR, vốn dự định sẽ theo dõi nhiều mục tiêu trên không tốt hơn so với ăn-ten radar kiểu xoay thông thường. Hệ thống SCANFAR bao gồm hai bộ radar AN/SPS-32 và AN/SPS-33. AN/SPS-32 là radar dò tìm trên không và chỉ thị mục tiêu tầm xa do hãng Hughes phát triển cho Hải quân Hoa Kỳ. AN/SPS-32 hoạt động phối hợp cùng với AN/SPS-33, vốn sử dụng mảng pha vuông để theo dõi mục tiêu 3 chiều, và tích hợp vào cùng một hệ thống. SCANFAR chỉ được trang bị trên hai tàu chiến: Enterprise và tàu tuần dương Long Beach (CGN-9); chúng tiêu thụ một lượng điện năng lớn và gây một áp lực lớn lên hệ thống phát điện của các con tàu.
Kỹ thuật của AN/SPS-32 dựa trên nền tảng bóng đèn điện tử chân không, và hệ thống đòi hỏi phải sửa chữa thường xuyên. SPS-32 là kiểu radar mảng pha với tầm xa phát hiện lên đến 400 nmi (740 km) đối với những mục tiêu lớn, và với những mục tiêu cỡ máy bay tiêm kích là 200 nmi (370 km). Những ăn-ten radar mảng pha này, được tháo dỡ vào khoảng năm 1980, đã khiến cho đảo cấu trúc thượng tầng có hình dạng vuông rất đặc trưng.
Các kiểu radar AN/SPS-32 và AN/SPS-33, cho dù tiên tiến vào thời đó, bị ảnh hưởng bởi những vấn đề liên quan đến cơ cấu quét chùm tia điện tử và không được trang bị trên các lớp tàu khác. Trong khi được xem là một dạng sơ khai của radar mảng pha, phải đợi đến những kỹ thuật tiên tiến của radar mảng pha AN/SPY-1 tích hợp trên Hệ thống tác chiến Aegis, khi chùm tia được dẫn hướng điện tử, giúp cho loại thiết bị này trở nên tin cậy và thực dụng cho Hải quân Hoa Kỳ.

## Lịch sử hoạt động

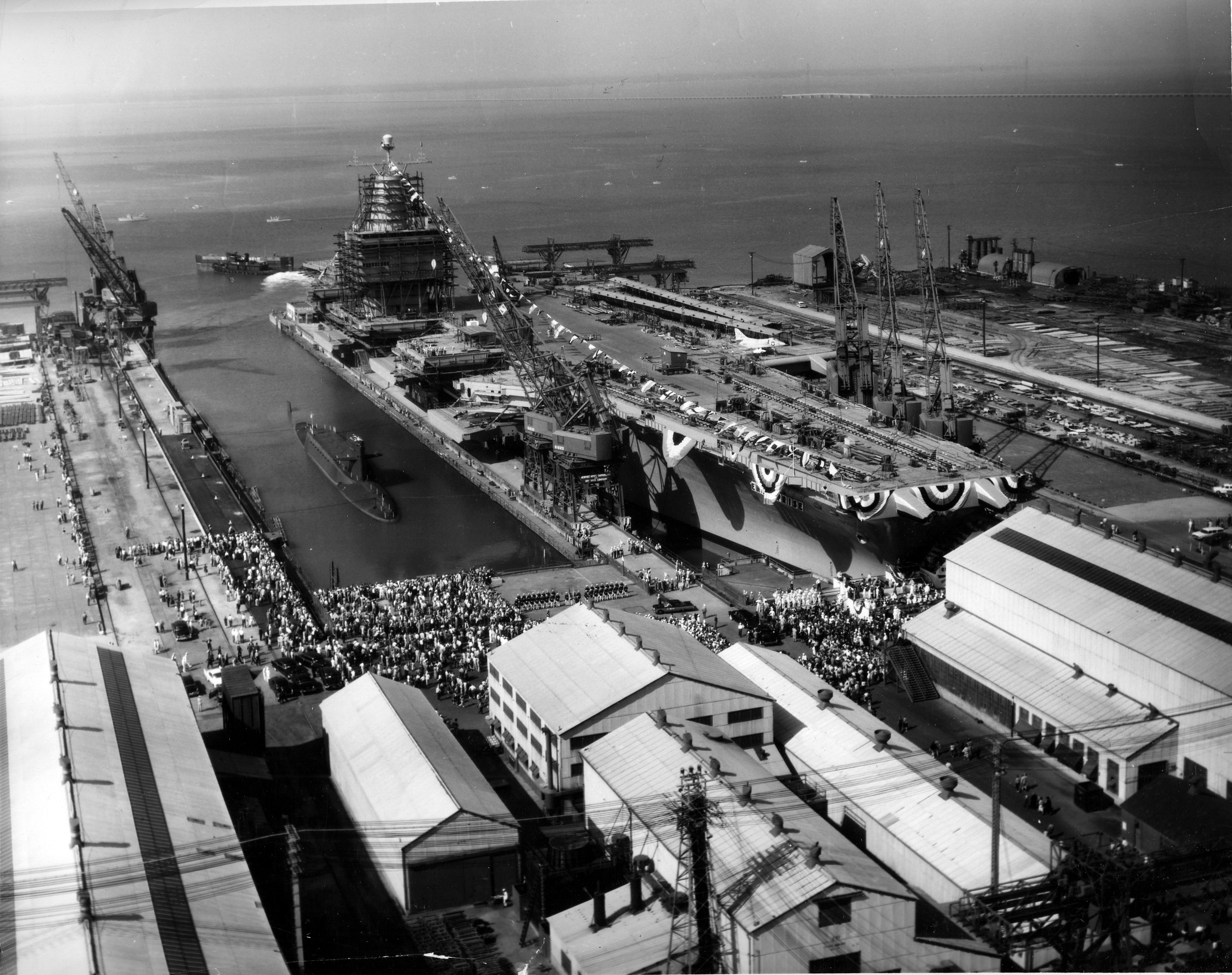
Enterprise được hạ thủy tại Xưởng tàu Newport News năm 1960.

### Nhập biên chế và chạy thử máy

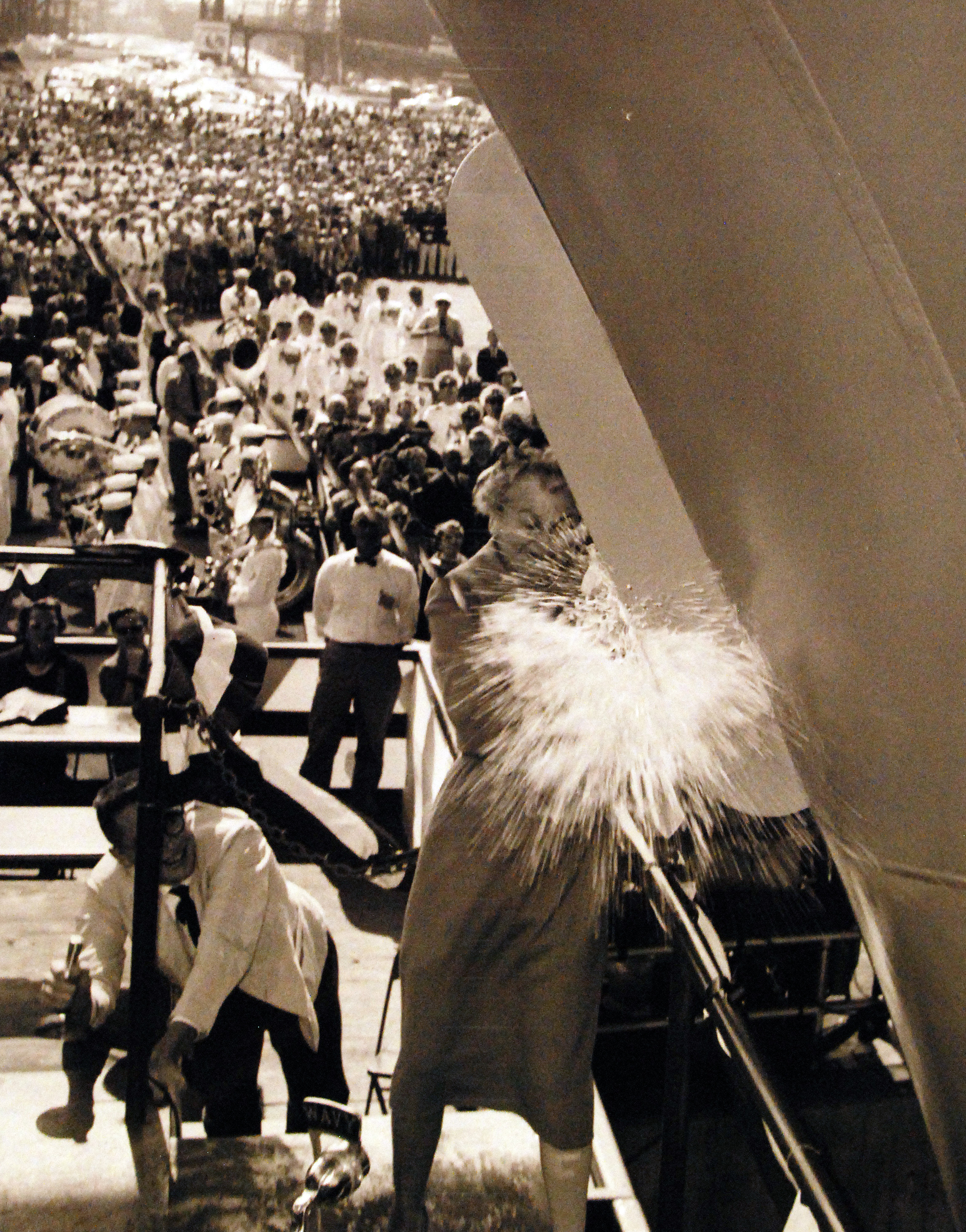
Enterprise được hạ thủy tại Xưởng tàu Newport News năm 1960.

Enterprise được đặt lườn vào ngày 4 tháng 2, 1958 trên đường trượt 11 tại xưởng đóng tàu Newport News Shipbuilding and Drydock Company. Nó được hạ thủy vào ngày 24 tháng 9, 1960, được đỡ đầu bởi bà William B. Franke, phu nhân cựu Bộ trưởng Hải quân Hoa Kỳ. Con tàu nhập biên chế cùng Hải quân Hoa Kỳ vào ngày 25 tháng 11, 1961 dưới quyền chỉ huy của Hạm trưởng, Đại tá Hải quân Vincent P. de Poix, người từng phục vụ cùng Liên đội Tiêm kích VF-6 trên tàu sân bay Enterprise (CV-6) tiền nhiệm. Con tàu thực hiện chuyến hải hành đầu tiên vào ngày 12 tháng 1, 1962 để thực hiện thử máy trong ba tháng, đồng thời tiến hành một loạt các thử nghiệm và thực hành huấn luyện nhằm xác định mọi khả năng của một siêu hàng không mẫu hạm chạy năng lượng nguyên tử.

### 1961 - 1969
Vào ngày 20 tháng 2, 1962, Enterprise phục vụ như trạm quan trắc và đo lường phục vụ cho chuyến bay Friendship 7 thuộc Chương trình Mercury, lần đầu tiên đưa một người Mỹ, Trung tá John H. Glenn, Jr., lên quỹ đạo quanh trái đất. Sang tháng 8, nó gia nhập cùng Đệ Lục hạm đội để hoạt động tại vùng biển Địa Trung Hải, rồi quay trở về Norfolk, Virginia vào tháng 10.

#### Khủng hoảng tên lửa Cuba 1962

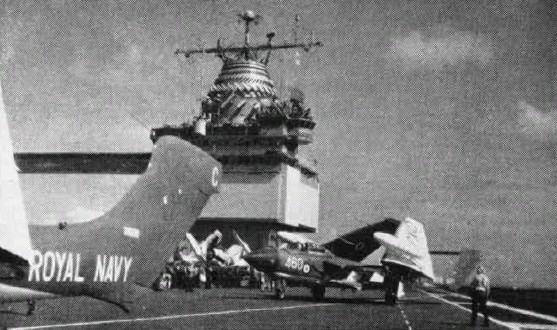
Những chiếc Sea Vixen thuộc Phi đội Không lực 893 Hải quân Hoàng gia Anh đang hoạt động trên Enterprise, năm 1962.

Vào tháng 10, 1962, lần đầu tiên Enterprise được phái đi làm nhiệm vụ trong một sự kiện khủng hoảng quốc tế. Sau khi khám phá ra Liên Xô xây dựng các trận địa bố trí tên lửa đạn đạo tầm trung mang đầu đạn nguyên tử tại Cuba, khiến đưa đến vụ Khủng hoảng tên lửa Cuba, Tổng thống John F. Kennedy ra lệnh tập trung lực lượng, và đến ngày 22 tháng 10 bắt đầu "cô lập" hàng hải hòn đảo Trung Mỹ này nhằm ngăn chặn việc vận chuyển thiết bị quân sự đến Cuba, và gây áp lực đòi hỏi phía Liên Xô tháo dỡ các tên lửa này. Năm tàu sân bay đã được huy động vào lực lượng hải quân phong tỏa hàng hải chung quanh Cuba, bao gồm Enterprise (trong thành phần Lực lượng Đặc nhiệm 135), Independence (CV-62), Essex (CV-9), Lake Champlain (CV-39) và Randolph (CV-15), được máy bay đặt căn cứ trên đất liền hỗ trợ. Đến ngày 28 tháng 10, vụ khủng hoảng được giải quyết theo con đường thương lượng hòa bình, sau khi Liên Xô công khai việc tháo dỡ các tên lửa khỏi Cuba và Hoa Kỳ bí mật đồng ý rút bỏ những tên lửa đạn đạo tầm trung PGM-19 Jubiter khỏi Ý và Thổ Nhĩ Kỳ.

#### Lượt hoạt động Địa Trung Hải thứ hai và thứ ba

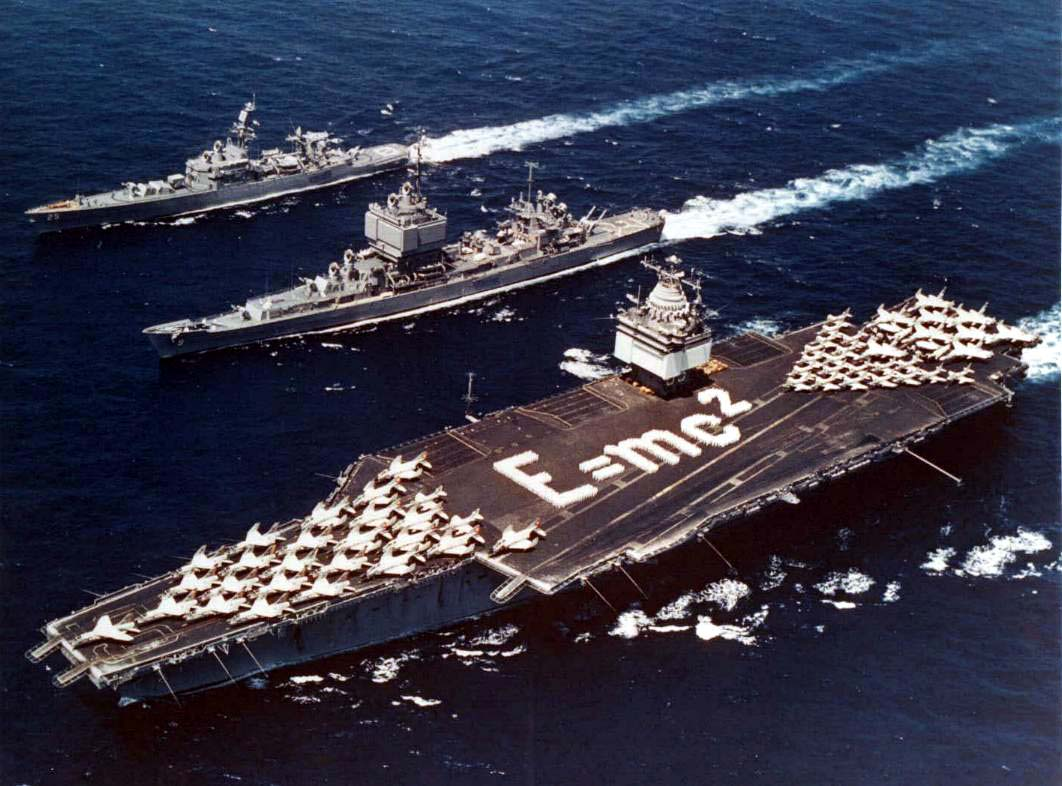
Lực lượng Đặc nhiệm 1, lực lượng đặc nhiệm tàu nguyên tử đầu tiên, bao gồm: Enterprise, và trong đội hình tại Địa Trung Hải, ngày 18 tháng 6, 1964. Thủy thủ của Enterprise đang xếp chữ công thức tương đương khối lượng-năng lượng E=mc² của Einstein trên sàn đáp. Lưu ý kiểu dáng ăn-ten radar mảng pha đặc trưng trên cấu trúc thượng tầng của Enterprise và Long Beach.

Vào ngày 19 tháng 12, 1962, một máy bay trinh sát Grumman E-2 Hawkeye đã được Enterprise phóng lên lần đầu tiên trong khuôn khổ cuộc thử nghiệm kiểu thang phóng gá vào bánh đáp mũi thay cho kiểu dây cột. Vài phút sau đó, thiết bị cũng được thử nghiệm để phóng lên một máy bay cường kích Grumman A-6A Intruder. Lợi điểm trong việc áp dụng thiết bị mới này là sẽ rút ngắn thời gian cần chuẩn bị giữa hai lần phóng.
Trong giai đoạn 1963-1964, Enterprise thực hiện lượt biệt phái thứ hai và thứ ba sang phục vụ cùng Đệ Lục hạm đội tại vùng biển Địa Trung Hải. Trong chuyến đi thứ ba, nó tham gia Chiến dịch Sea Orbit, lực lượng đặc nhiệm chạy toàn bằng năng lượng hạt nhân đầu tiên trên thế giới, bao gồm các tàu tuần dương Long Beach (CGN-9) và Bainbridge (CGN-25), tất cả hình thành nên một đoàn tàu thực hiện chuyến đi vòng quanh thế giới. Trong quá trình di chuyển vào ngày 25 tháng 2, 1964, một thủy thủ trên chiếc tàu buôn Phần Lan Verna Paulin bị chấn thương do té ngã trong khi con tàu đang ở khu vực phụ cận vịnh Souda, Hy Lạp. Chiếc tàu sân bay đã đáp trả lời kêu gọi cấp cứu khi cử một bác sĩ phẩu thuật đi sang Verna Paulin bằng máy bay trực thăng. Đến tháng 10, 1964, nó về đến xưởng tàu Newport News cho đợt đại tu và tái nạp năng lượng đầu tiên.

#### Những lượt hoạt động tại Việt Nam
Vào tháng 11, 1965, Enterprise được điều động sang Đệ Thất hạm đội và đặt cảng nhà tại NAS Alameda, California. Đến ngày 2 tháng 12, nó trở thành chiếc tàu sân bay hạt nhân đầu tiên tham gia tác chiến khi tung ra những phi vụ ném bom xuống vị trí của Việt Cộng gần thành phố Biên Hòa, trực tiếp tham gia vào cuộc Chiến tranh Việt Nam. Nó dẫn đầu Đội tàu sân bay 3, bao gồm Enterprise (xếp lại lớp thành CVAN-65) với Không đoàn Tàu sân bay CVW-9 phối thuộc trên tàu, Bainbridge (DLGN-25); Barry (DD-933); và Samuel B. Roberts (DD-823). Chiếc tàu sân bay tung ra 125 phi vụ không kích trong ngày hoạt động đầu tiên, thả 167 tấn Mỹ (151 t) bom và rocket xuống các tuyến đường tiếp vận của đối phương. Vào ngày 3 tháng 12, nó lập một kỷ lục mới khi tung ra 165 phi vụ tấn công chỉ trong một ngày.
Vào ngày 13 tháng 12, 1965, Đại sứ Hoa Kỳ tại Nam Việt Nam Henry Cabot Lodge, Jr. tháp tùng một đoàn đại biểu chính quyền Nam Việt Nam, bao gồm Trung tướng Nguyễn Văn Thiệu, Chủ tịch Ủy ban Lãnh đạo Quốc gia (đứng đầu nhà nước), và Thiếu tướng Không quân Nguyễn Cao Kỳ, Chủ tịch Ủy ban Hành pháp Trung ương (thủ tướng) cùng các tướng lãnh khác, để viếng thăm Enterprise. Trong dịp này Trung tướng Thiệu đã ghi cảm tưởng của mình lên một quả bom sắp được ném xuống lãnh thổ đối phương.
Sang tháng 1, 1966, Enterprise tiếp tục phục vụ trong thành phần Lực lượng Đặc nhiệm 77 tại vịnh Bắc Bộ, đảm nhiệm vai trò soái hạm cho Chuẩn đô đốc Henry L. Miller, Tư lệnh Đội tàu sân bay 3. Dưới quyền chỉ huy của Đại tá Hải quân James L. Holloway III là một thủy thủ đoàn gồm khoảng 350 sĩ quan và 4.800 thủy thủ. Không đoàn Tàu sân bay CVW-9 dưới quyền Trung tá Hải quân F. T. Brown gồm có bốn liên đội đặt căn cứ tại vùng bờ Tây: Liên đội Tiêm kích VF-92 do Trung tá Hải quân E. A. Rawsthorne chỉ huy và Liên đội Tiêm kích VF-96 do Trung tá Hải quân R. D. Norman chỉ huy lái những chiếc F-4B Phantom II; Liên đội Cường kích VA-93 do Trung tá Hải quân A. J. Monger chỉ huy và Liên đội Cường kích VA-94 do Trung tá Hải quân O. E. Krueger chỉ huy lái những chiếc A-4C Skyhawk. Ngoài ra còn có ba liên đội khác đặt căn cứ tại vùng bờ Đông: Liên đội Cường kích VA-36 do Trung tá Hải quân J. E. Marshall chỉ huy và Liên đội Cường kích VA-76 do Trung tá Hải quân J. B. Linder chỉ huy lái những chiếc A-4C Skyhawk; và Liên đội Trinh sát Tấn công RVAH-7 do Trung tá Hải quân K. Enny chỉ huy lái những chiếc RA-5C Vigilante. Vai trò Tư lệnh Đội tàu sân bay 3 được Chuẩn đô đốc Miller bàn giao cho Chuẩn đô đốc T. J. Walker vào ngày 16 tháng 2 trong một buổi lễ, khi đô đốc Miller trao tặng huân chương cho hơn 100 phi công và sĩ quan.
Enterprise thả neo tại Căn cứ Hải quân vịnh Subic vào chiều tối ngày 8 tháng 12, 1966, và lập tức được chất dỡ đạn dược và tiếp liệu cho việc hoạt động tại vùng chiến sự. Chuẩn đô đốc Walter L Curtis, Jr., Tư lệnh Đội tàu sân bay 9, đặt cờ hiệu của ông trên tàu; rồi cùng với các chiến hạm Manley (DD-940), Gridley (DLG-21) và Bainbridge (DLGN-25), nó lên đường hướng sang Trạm Yankee trong vịnh Bắc Bộ vào ngày 15 tháng 12, đi đến vị trí tác chiến ba ngày sau đó.
Khi  rời vịnh Bắc Bộ vào ngày 20 tháng 6, 1967, phi công của Enterprise đã thực hiện trên 13.400 phi vụ tác chiến trong suốt 132 ngày hoạt động tại vùng chiến sự; con tàu đã di chuyển 67.630 mi (108.840 km) khi phục vụ cùng Đệ Thất hạm đội. Nó đi đến căn cứ vịnh Subic, Philippines vào ngày 22 tháng 6, rồi lên đường vào ngày 25 tháng 6 cho hành trình quay trở về Hoa Kỳ. Nó về đến Alameda vào ngày 6 tháng 7.

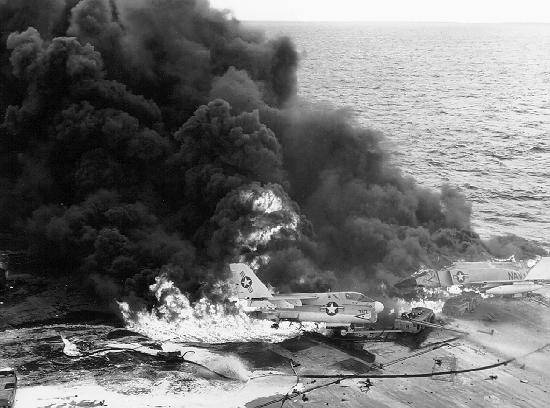
Thủy thủ của Enterprise đang nỗ lực dập tắt một đám cháy lớn do rocket Zuni gây ra, ngày 14 tháng 1, 1969.

Enterprise được đại tu trong xưởng tàu tại Alameda; cũng trong thời gian này Đại tá Hải quân Kent Lee thay phiên cho Đại tá Holloway đảm nhiệm chỉ huy con tàu trong một buổi lễ vào ngày 11 tháng 7, 1967. Công việc trong xưởng tàu kết thúc vào ngày 5 tháng 9, và sau khi hoàn tất việc chạy thử máy vào ngày 7 tháng 9, nó rời vịnh San Francisco để đi San Diego, đón trở lại tàu Không đoàn Tàu sân bay CVW-9 và chuẩn bị cho hoạt động huấn luyện ôn tập tại vùng biển ngoài khơi Nam California.
Trong khi Enterprise đang viếng thăm Sasebo, Nhật Bản vào tháng 1, 1968, một vụ khủng hoảng nổ ra khi tàu tình báo Hoa Kỳ USS Pueblo (AGER-2) bị phía Bắc Triều Tiên bắt giữ trong vùng biển thuộc hải phận quốc tế. Chiếc tàu sân bay đảm nhận vai trò soái hạm của Lực lượng Đặc nhiệm 71 dưới quyền Chuẩn đô đốc Epes, vốn được thành lập để phản ứng lại vụ khủng hoảng. Khi tình hình căng thẳng được dàn xếp qua con đường thương lượng ngoại giao, nó cùng các tàu hộ tống quay trở lại Trạm Yankee vào ngày 16 tháng 2. Cho đến khi nó quay trở về Alameda vào ngày 18 tháng 7, con tàu đã thực hiện 12.839 lượt phóng máy bay để tiến hành 12.246 phi vụ, trong số đó có 9.182 phi vụ tác chiến. Sau một đợt đại tu ngắn tại Xưởng hải quân Puget Sound, Bremerton, Washington từ ngày 29 tháng 7 đến ngày 26 tháng 9, con tàu quay trở lại để chuẩn bị cho lượt hoạt động tiếp theo tại Viễn Đông.

#### Vụ hỏa hoạn năm 1969

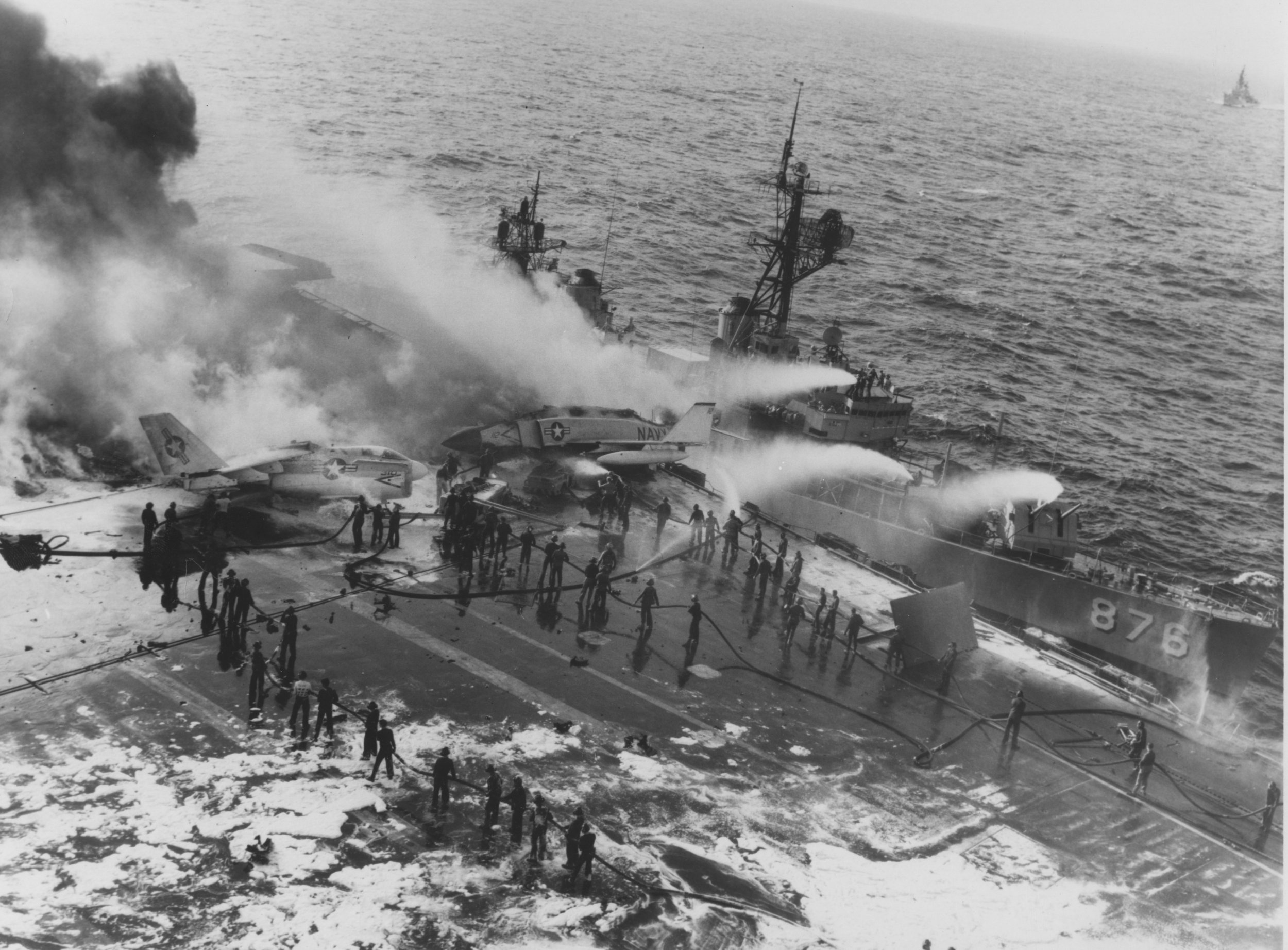
Thủy thủ từ tàu khu trục đang dùng vòi nước trợ giúp những nỗ lực dập lửa trên Enterprise.

Vào sáng ngày 14 tháng 1, 1969, đang khi được hộ tống bởi các tàu khu trục Benjamin Stoddert (DDG-22) và Rogers (DD-876), rocket MK-32 Zuni gắn trên một máy bay F-4 Phantom đậu trên sàn đáp đã kích nổ do nung nóng bởi quá nhiệt từ động cơ máy bay lân cận đang khởi động. Vụ nổ đã kích hoạt một loạt các vụ nổ khác và đám cháy khắp sàn tàu.
So với các tai nạn khác trên tàu sân bay tương tự, vụ hỏa hoạn được kiểm soát tương đối nhanh, nhưng 27 thủy thủ đã thiệt mạng và 314 người khác bị thương. Vụ hỏa hoạn đã phá hủy 15 máy bay, và chiếc tàu sân bay bị buộc phải quay trở về Xưởng hải quân Trân Châu Cảng để sửa chữa, chủ yếu là sửa chữa sàn đáp. Việc sửa chữa hoàn tất vào ngày 1 tháng 3, và Enterprise quay trở lại hoạt động tại khu vực Tây Thái Bình Dương.

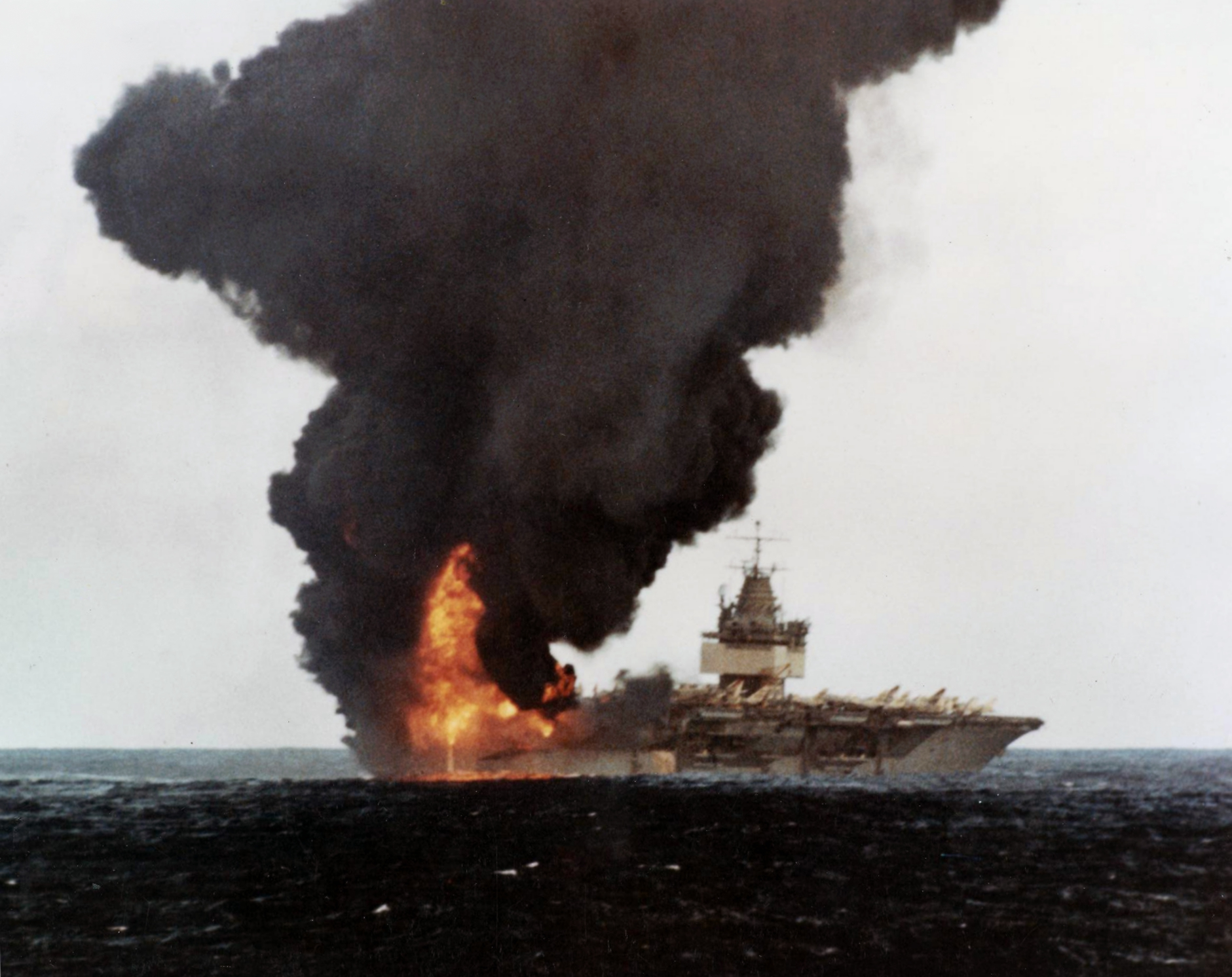
Vụ hỏa hoạn trên Enterprise, nhìn từ phía đuôi tàu, tháng 1 năm 1969

#### Các hoạt động tại Triều Tiên
Vào tháng 1, 1968, sự kiện các tàu tuần tra Bắc Triều Tiên bắt giữ chiếc tàu do thám tình báo USS Pueblo (AGER-2) tại vùng hải phận quốc tế đã dấy nên một cuộc khủng hoảng ngoại giao. Enterprise đã được huy động để hoạt động tại vùng biển ngoài khơi Nam Triều Tiên trong gần một tháng.
Quan hệ với Bắc Triều Tiên lại căng thẳng thêm một lần nữa vào ngày 14 tháng 4, 1969, khi một máy bay trinh sát Lockheed EC-121 Warning Star cất cánh từ căn cứ tại Atsugi, Nhật Bản bị Bắc Triều Tiên bắn rơi tại vị trí phía Đông biển Nhật Bản; toàn bộ 31 thành viên đội bay đều thiệt mạng. Phía Hoa Kỳ phản ứng lại bằng cách kích hoạt Lực lượng Đặc nhiệm 71 để bảo vệ các chuyến bay trinh sát tương lai trong hải phận quốc tế. Thoạt tiên lực lượng đặc nhiệm bao gồm các tàu sân bay Enterprise, Ticonderoga (CV-14), Ranger (CV-61) và Hornet (CV-12) cùng một lực lượng tàu tuần dương và tàu khu trục hộ tống, hầu hết được rút ra từ lực lượng đang làm nhiệm vụ tại Đông Nam Á. Enterprise gia nhập Lực lượng Đặc nhiệm 71 vào cuối tháng 4 sau khi hoàn tất việc sửa chữa; đợt tập trung lực lượng hạm đội này có quy mô lớn nhất kể từ khi Chiến tranh Triều Tiên kết thúc.
Tổng cộng Enterprise đã có sáu lượt phục vụ hoạt động tại Đông Nam Á trong giai đoạn từ năm 1965 đến năm 1975.

### 1970 - 1979
Vào năm 1969-1970, Enterprise quay trở lại xưởng tàu của hãng Newport News Shipbuilding để đại tu đồng thời tái trang bị lần thứ hai. Nó hoàn tất việc chạy thử máy sau đại tu vào tháng 1, 1971 với những lỏi lò phản ứng hạt nhân được thiết kế mới có đủ năng lượng để hoạt động trong vòng mười năm tiếp theo. Chiếc tàu sân bay lên đường để đi sang hoạt động tại khu vực Đông Nam Á ngoài khơi Việt Nam.

#### Nam Á và Đông Nam Á

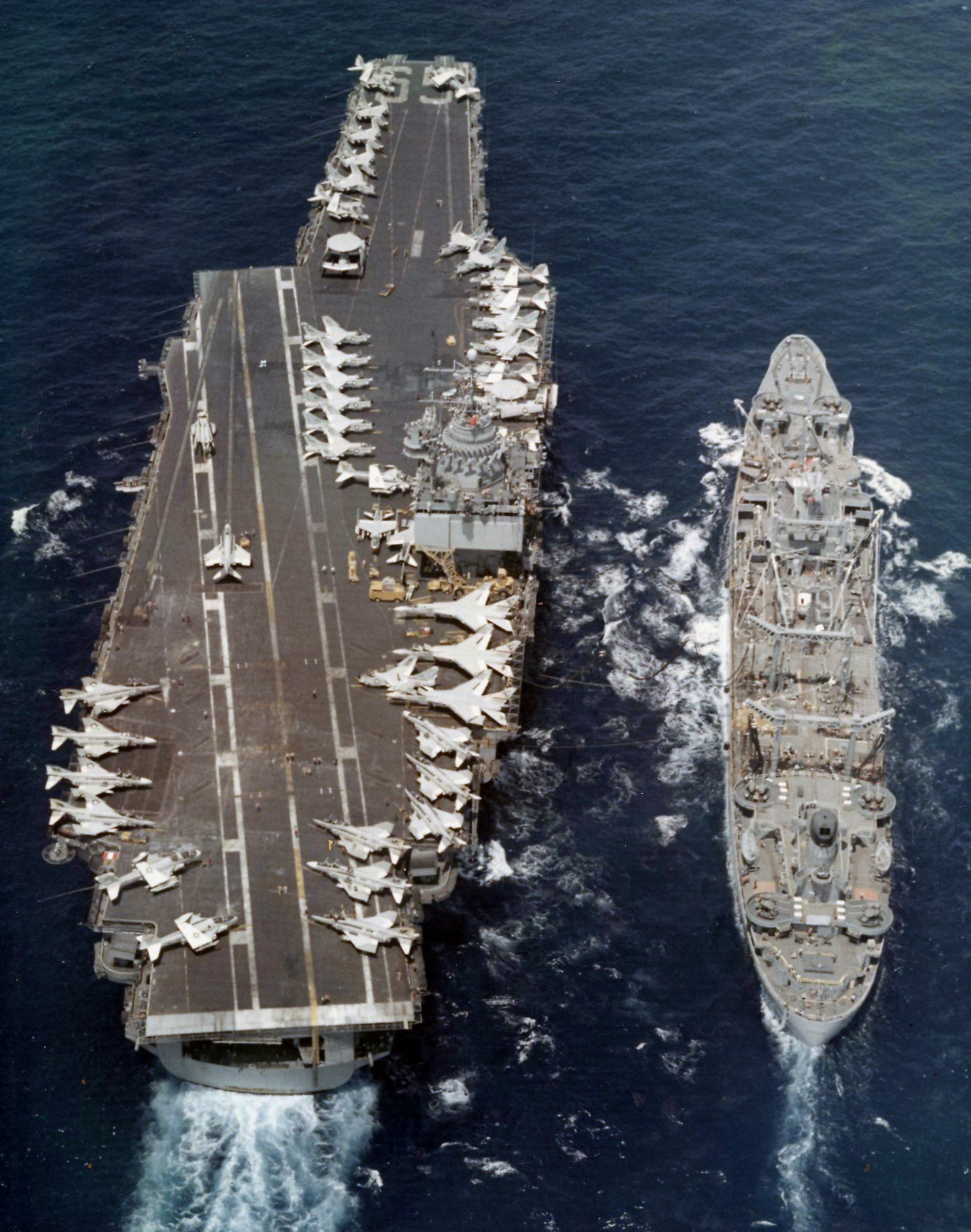
Enterprise đang được tiếp tế trên đường đi từ tàu chở dầu hạm đội tại biển Đông, năm 1973.

Tại Việt Nam, Enterprise, Oriskany (CV-34) và Midway (CV-41) đã tung ra tổng cộng 2.001 phi vụ cho đến ngày 30 tháng 7, 1971. Các hoạt động không kích bị ngắt quãng trong tháng 7, khi các tàu sân bay phải cơ động di chuyển để né tránh các cơn bão: Harriet, Kim và Jean. Cường độ các cuộc không kích gia tăng trong tháng tiếp theo, chủ yếu nhắm vào các vị trí tập trung quân đối phương và hỗ trợ cho hoạt động của máy bay trực thăng. Từ tháng 8 đến tháng 11, con tàu hoạt động tại Trạm Yankee trong vịnh Bắc Bộ.
Vào tháng 12, 1971, Enterprise được phái sang vịnh Bengal vào lúc nổ ra xung đột giữa Ấn Độ và Pakistan trong bối cảnh cuộc Chiến tranh giải phóng Bangladesh. Hoa Kỳ đang ủng hộ cho đồng minh Pakistan trong mâu thuẫn này, nhưng không can dự trực tiếp vào cuộc xung đột; và việc gửi chiếc tàu sân bay sang Ấn Độ Dương chỉ mang tính cách tượng trưng, ngăn ngừa cuộc xung đột leo thang thành một cuộc chiến tranh toàn cầu. Liên Xô cũng phản ứng lại bằng cách gửi tàu ngầm và tàu chiến xuất phát từ cảng Vladivostok để theo dõi hoạt động của Lực lượng Đặc nhiệm 74 cho đến tháng 1, 1972.
Từ ngày 18 tháng 12, 1972, nhằm gây sức ép lên đối phương trong cuộc đàm phán hòa bình tại Paris, Hoa Kỳ tái tục việc ném bom về phía Bắc vĩ tuyến 20 tại Bắc Việt Nam trong khuôn khổ Chiến dịch Linebacker II. Enterprise và các tàu sân bay khác tiến hành thả thủy lôi phong tỏa Hải Phòng và các cảng biển khác, đồng thời tập trung đánh phá các điểm bố trí tên lửa đất đối không và pháo phòng không, doanh trại và kho xăng dầu đối phương, các xưởng tàu và các ga đầu mối đường sắt. Các phi vụ tấn công chiến thuật của hải quân trong khuôn khổ Chiến dịch Linebacker II, tổng cộng 705 phi vụ, chủ yếu tập trung tại vùng duyên hải chung quanh Hà Nội và Hải Phòng, trong đó riêng Enterprise từ ngày 18 tháng 12 ngày 22 tháng 12 đã thực hiện 119 phi vụ, bị giới hạn rất nhiều do hoàn cảnh thời tiết xấu.
Xung đột chấm dứt vào tháng 1, 1973 sau khi các bên đạt được thỏa thuận ngừng bắn trong Hiệp định Paris 1973. Từ ngày 28 tháng 1, theo yêu cầu trợ giúp của Chính phủ Hoàng gia Lào, máy bay của Enterprise và Ranger (CV-61) đã thực hiện 81 phi vụ nhắm vào mục tiêu các tuyến đường giao thông vận chuyển vũ khí tại Lào. Hành lang dành cho những phi vụ này ngang qua Nam Việt Nam giữa Huế và Đà Nẵng, phía Lào không có liên quan gì đến thỏa thuận ngừng bắn tại Việt Nam.

#### Sau Chiến tranh Việt Nam
Sau khi rời vùng biển Đông Nam Á vào năm 1973, quay trở về Hoa Kỳ và đi vào Xưởng hải quân Puget Sound tại Bremerton, Washington, nơi con tàu được sửa chữa và nâng cấp để có thể vận hành kiểu máy bay chiến đấu mới của hải quân Grumman F-14 Tomcat. Hai trong số bốn tấm che chắn luồng hơi phản lực được mở rộng để sử dụng được cho chiếc "mèo đực", đồng thời trục chân vịt số 4 cũng được thay thế; nó đã bị cong trong một tai nạn khi chân vịt bị cuốn vào một dây cáp hãm bị đứt. Vào ngày 18 tháng 3, 1974, những chiếc F-14 đầu tiên thuộc các liên đội VF-1 "Wolfpack" và VF-2 "Bounty Hunters" hạ cánh và cất cánh lần đầu tiên trên Enterprise. Sang tháng 9, nó trở thành chiếc tàu sân bay đầu tiên được biệt phái phục vụ với kiểu máy bay mới, khi nó khởi hành cho lượt hoạt động thứ bảy tại khu vực Tây Thái Bình Dương.
Vào tháng 2, 1975, cơn bão Gervaise đã tàn phá đảo quốc Mauritius, nên Enterprise được phái đi hỗ trợ khắc phục hậu quả của thiên tai. Sau khi đi đến Port Louis, thủy thủ đoàn con tàu đã dành ra hơn 10.000 giờ công để giúp phục hồi các hệ thống cấp nước, điện và điện thoại, dọn dẹp chướng ngại vật trên đường phố, cung cấp nước uống, thực phẩm và thuốc men đến các khu vực bị cơn bão tàn phá.

#### Chiến dịch Frequent Wind

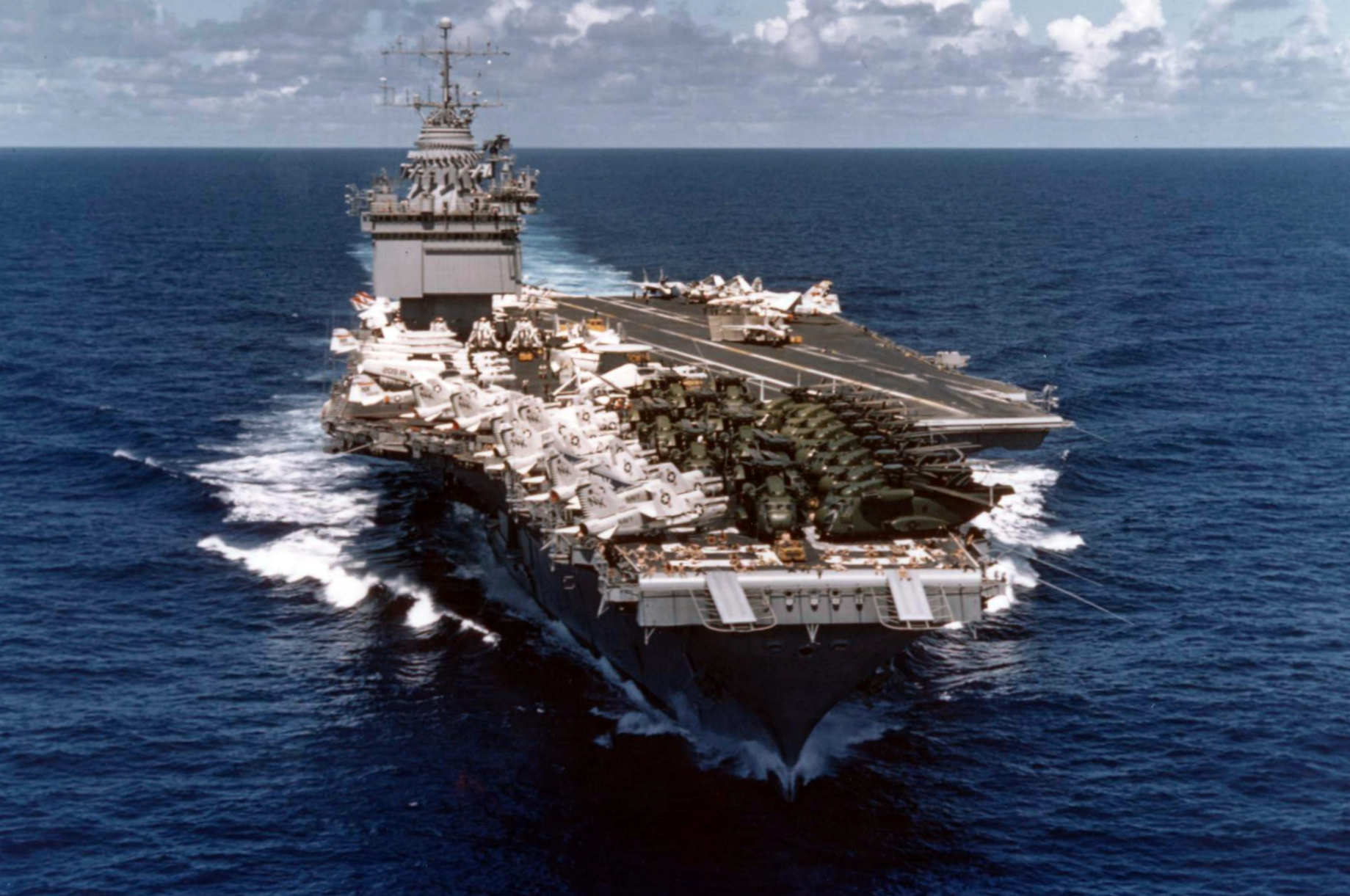
Enterprise trên đường quay trở về Hoa Kỳ sau khi tham gia Chiến dịch Frequent Wind; phần trước của sàn đáp chứa một số máy bay trực thăng CH-53 Sea Stallion của Thủy quân Lục chiến Hoa Kỳ.

Vào tháng 4, 1975, sau khi quân đội phía Bắc Việt Nam vi phạm thỏa thuận ngừng bắn tấn công vào những lãnh thổ còn lại của Nam Việt Nam,
các tàu sân bay Enterprise, Midway, Coral Sea (CV-43), Hancock (CV-19) và tàu tấn công đổ bộ Okinawa (LPH-3) được phái đến vùng biển ngoài khơi Việt Nam dự phòng cho việc cần thiết phải di tản. Chiến dịch Frequent Wind (gió lốc) được máy bay trực thăng của Hải quân và Thủy quân Lục chiến thuộc Đệ Thất hạm đội tiến hành từ ngày 29 tháng 4. Hoạt động này nhằm giúp di tản những công dân Hoa Kỳ và những người Việt Nam "gặp nguy cơ" khỏi Sài Gòn, thủ đô của Nam Việt Nam, vốn đang chịu đựng sự tấn công bao vây của đối phương.
Tổng thống Gerald Ford đã ra lệnh tiến hành cuộc di tản bằng máy bay trực thăng sau khi lực lượng Cộng sản bắt đầu bắn pháo vào sân bay Tân Sơn Nhất khiến cho việc di tản bằng máy bay cánh cố định bị đình trệ. Được máy bay tiêm kích từ các tàu sân bay bảo vệ, máy bay trực thăng đã hạ cánh xuống Đại sứ quán Mỹ và Văn phòng Tùy viên DAO để bốc những người di tản. Chiếc máy bay trực thăng cuối cùng rời khỏi đại sứ quán lúc 07 giờ 53 phút sáng ngày 30 tháng 4, chở theo mười một lính Thủy quân Lục chiến làm nhiệm vụ bảo vệ đại sứ quán. Trong suốt Chiến dịch Frequent Wind, Enterprise đã thực hiện tổng cộng 95 phi vụ.

#### Lượt bố trí thứ tám và thứ chín tại Viễn Đông
Vào tháng 7, 1976 Enterprise lên đường cho lượt phục vụ thứ tám tại vùng biển Tây Thái Bình Dương. Sang đầu tháng 10, nó tham gia cuộc tập trận "Kangaroo II" của Khối ANZUS phối hợp cùng Hải quân Hoàng gia Australia và Hải quân Hoàng gia New Zealand. Với sự tham gia của 40 tàu chiến và 250 máy bay, cuộc tập trận đã kéo dài trong 17 ngày. Kết thúc cuộc tập trận, con tàu đã viếng thăm Hobart, Tasmania trong tháng 11, trở thành chiếc tàu chiến Hoa Kỳ đầu tiên thả neo tại cảng Hobart kể từ đầu thập niên 1920.
Vào tháng 2, 1977, Tổng thống Idi Amin của Uganda có những phát biểu công khai xúc phạm đến Hoa Kỳ và bắt giữ công dân Hoa Kỳ đang ở tại Uganda. Việc này xảy ra nhiều tháng sau sự kiện lực lượng Israel thực hiện cuộc đột kích sân bay Entebbe để giải cứu các con tin bị nhóm khủng bố Palestine bắt giữ. Enterprise cùng các tàu hộ tống lúc đó có kế hoạch quay về cảng nhà sau lượt hoạt động kéo dài bảy tháng, và đã rời cảng Mombasa khi nó được lệnh chuyển hướng để ở lại khu vực và hoạt động ngoài khơi bờ biển Đông Phi trong khoảng một tuần. Đội Thủy quân Lục chiến phối thuộc cùng một không đoàn bắt đầu chuẩn bị cho một chiến dịch giải cứu và di tản các con tin Hoa Kỳ, nhưng Amin cuối cùng đã phóng thích các con tin. Con tàu sau đó băng qua Ấn Độ Dương với tốc độ cao nhằm bắt kịp lịch trình viếng thăm cảng sau cùng tại Căn cứ Không lực Hải quân Cubi Point, Philippines, trước khi về đến Alameda.
Vào năm 1978, Enterprise trải qua lượt phục vụ thứ chín tại Viễn Đông, lần lượt ghé đến viếng thăm Hong Kong, Perth, Australia và Singapore. Sang tháng 1, 1979, nó đi vào Xưởng hải quân Puget Sound cho đợt đại tu kéo dài đến 36 tháng. Các nâng cấp bao gồm việc cải biến cấu trúc thượng tầng, tháo dỡ các dàn radar mảng pha SCANFAR và cấu trúc hình nón ngược độc đáo của nó. Trong suốt quá trình sửa chữa, nhân sự của xưởng tàu lẫn Hải quân thường gọi Enterprise như là Building 65.

### 1980 - 1989

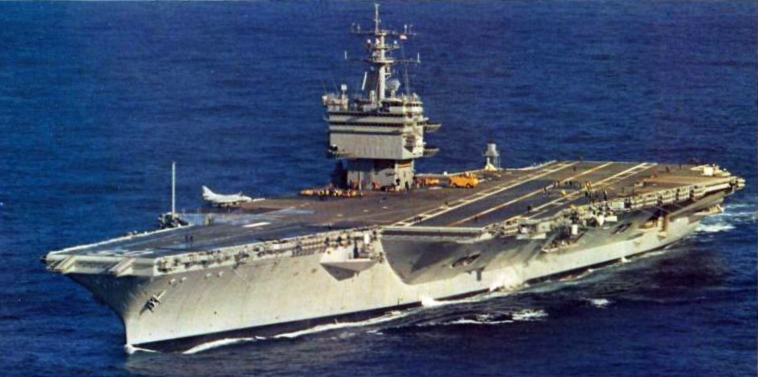
Enterprise vào năm 1982, sau đợt tái trang bị kéo dài 36 tháng

Vào năm 1982, Enterprise thực hiện lượt phục vụ thứ mười tại vùng biển Tây Thái Bình Dương. Vào tháng 4, 1983, khi quay trở về nhà sau lượt bố trí, con tàu bị vướng phải một bãi cát ngầm trong vịnh San Francisco, và bị mắc cạn tại chỗ trong suốt nhiều giờ. Sự kiện trùng hợp là, George Takei, diễn viên đóng vai Hikari Sulu, người lái tàu của chiếc tàu không gian viễn tưởng USS Enterprise (NCC-1701) trong loạt phim truyền hình Star Trek, lúc đó cũng có mặt trên tàu như là vị khách danh dự của Hải quân. Cho dù những tai nạn mắc cạn hay va chạm thường đưa đến việc chấm dứt sự nghiệp của các hạm trưởng tàu chiến Hải quân Mỹ, vị hạm trưởng vào lúc đó, Đại tá Hải quân Robert J. Kelly, người đã được chọn để thăng lên hàm Thiếu tướng Hải quân, vẫn tiếp tục phục vụ và sau này lên đến bậc Đô đốc bốn sao và đảm trách cương vị Tổng tư lệnh Hạm đội Thái Bình Dương (1991-1994).

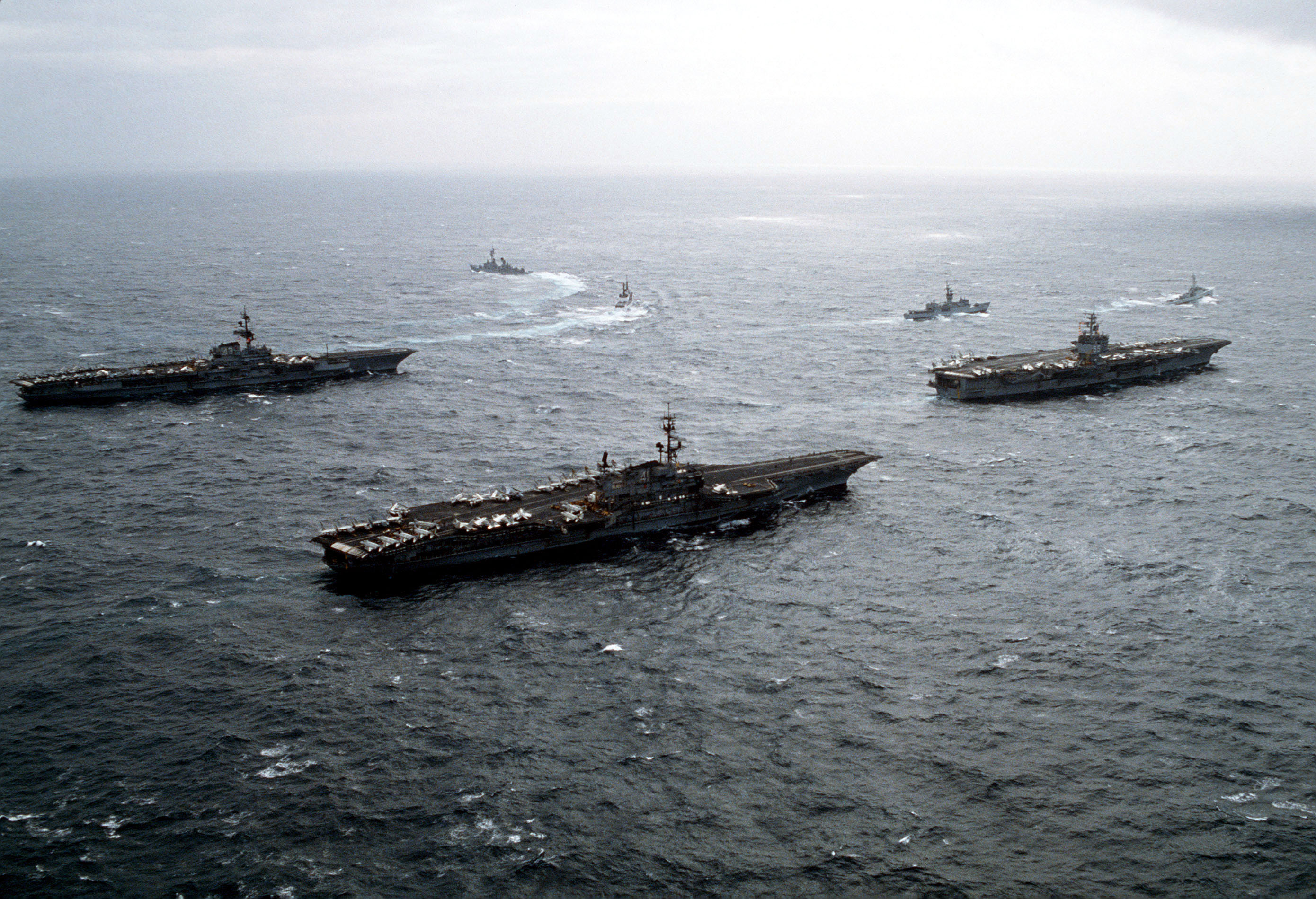
Enterprise (phải) hoạt động cùng các tàu sân bay (trên trái) và (dưới trái) ngoài khơi Alaska trong cuộc Tập trận FLEETEX 83.

Vào năm 1985, Enterprise bắt đầu huấn luyện nhằm chuẩn bị cho lượt phục vụ thứ mười một tại vùng biển Tây Thái Bình Dương. Trong một lượt huấn luyện bay vào đêm 2 tháng 11 và với hạm trưởng, Đại tá Hải quân Robert L. Leuschner, Jr., trên cầu tàu, nó va phải đá Bishop tại Cortes Bank ngoài khơi Nam California, làm hỏng phần ngoài vỏ tàu bởi một vết cắt dài 100 ft (30 m) và mất một chân vịt.  Chi phí sửa chữa tốn mất 17 triệu Đô-la; và do hậu quả của vụ va chạm, Đại tá Leuschner phải bàn giao việc chỉ huy con tàu cho Đại tá Hải quân Robert J. Spane vào ngày 27 tháng 1, 1986.
Vào năm 1986, Enterprise lên đường cho lượt phục vụ thứ mười hai tại vùng biển Tây Thái Bình Dương. Khởi hành vào ngày 15 tháng 1, nó dẫn đầu Đội tác chiến Foxtrot, bao gồm Truxtun (CGN-35), Arkansas (CGN-41), O'Brien (DD-975), Reasoner (FF-1063), Lewis B. Puller (FFG-23), McClusky (FFG-41), David R. Ray (DD-971) và Wabash (AOR-5), hướng thẳng đến Ấn Đô Dương sau các chặng dừng tại Hawaii, vịnh Subic và Singapore. Vào ngày 28 tháng 4, nó trở thành chiếc tàu sân bay chạy năng lượng hạt nhân đầu tiên băng qua kênh đào Suez, tiến vào Địa Trung Hải để thay phiên cho chiếc Coral Sea, vốn đang cùng tàu sân bay America (CV-66) trực chiến ngoài khơi bờ biển Libya. Có mặt trở lại tại Địa Trung Hải sau hơn 22 năm, Enterprise đã tham gia vào Chiến dịch El Dorado Canyon nhằm ném bom xuống Libya.

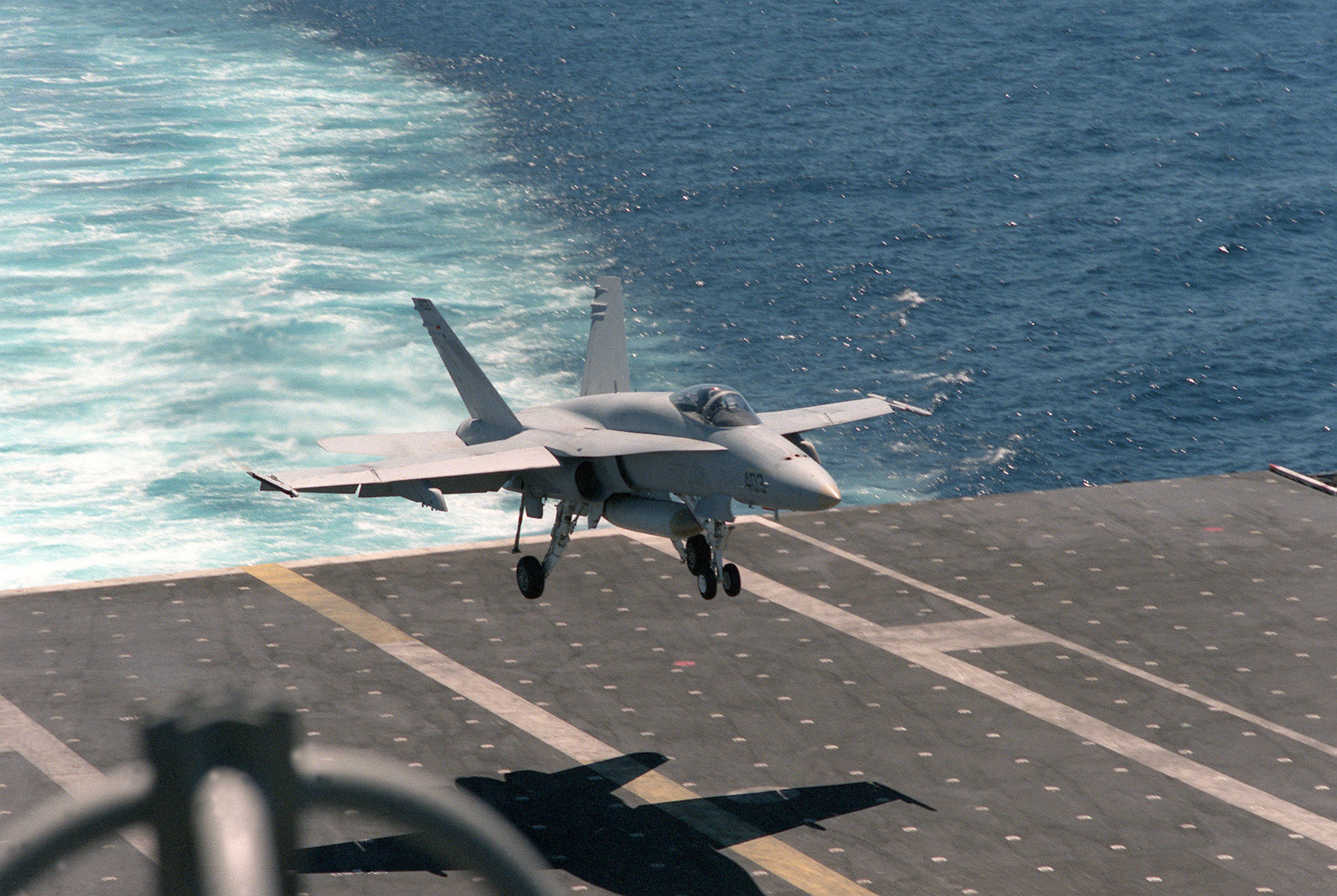
Một máy bay F/A-18A Hornet hạ cánh trên Enterprise vào năm 1987.

## Phần thưởng[52]
| Bronze star · Bronze star · Bronze star · Bronze star |                                                       |                                         |
| Silver star · Bronze star                             |                                                       | Bronze star                             |
| Bronze star · Bronze star                             | Bronze star · Bronze star · Bronze star · Bronze star | Silver star · Silver star · Bronze star |
|                                                       |                                                       |                                         |
| Bronze star                                           |                                                       |                                         |

| Đơn vị Tuyên dương Anh dũng Liên quân                              | Đơn vị Tuyên dương Anh dũng Liên quân                                 | Đơn vị Tuyên dương Hải quân với bốn Ngôi sao Chiến trận               | Đơn vị Tuyên dương Hải quân với bốn Ngôi sao Chiến trận       |
| Đơn vị Tuyên dương Anh Dũng Hải quân với sáu Ngôi sao Chiến trận   | Dãi băng Hiệu quả Hải quân với ba dấu "E"                             | Dãi băng Hiệu quả Hải quân với ba dấu "E"                             | Huân chương Viễn chinh Hải quân với một Ngôi sao Chiến trận   |
| Huân chương Phục vụ Phòng thủ Quốc gia với hai Ngôi sao Chiến trận | Huân chương Viễn chinh Lực lượng Vũ trang với bốn Ngôi sao Chiến trận | Huân chương Viễn chinh Lực lượng Vũ trang với bốn Ngôi sao Chiến trận | Huân chương Phục vụ Việt Nam với mười một Ngôi sao Chiến trận |
| Huân chương Viễn chinh Chiến tranh Toàn cầu chống Khủng bố         | Huân chương Phục vụ Chiến tranh Toàn cầu chống Khủng bố               | Huân chương Phục vụ Chiến tranh Toàn cầu chống Khủng bố               | Huân chương Phục vụ Lực lượng Vũ trang                        |
| Huân chương Phục vụ Nhân Đạo với một Ngôi sao Chiến trận           | Huân chương Anh dũng Bội tinh (Việt Nam Cộng Hòa)                     | Huân chương Anh dũng Bội tinh (Việt Nam Cộng Hòa)                     | Huân chương Chiến dịch Bội tinh (Việt Nam Cộng Hòa)           |